# Agence de la Sécurité sociale durable et opérationnelle
 (mai 2022).
La mise en forme du texte ne suit pas les recommandations de Wikipédia : il faut le « wikifier ».
Les points d'amélioration suivants sont les cas les plus fréquents :
- Les titres sont pré-formatés par le logiciel. Ils ne sont ni en capitales, ni en gras.
- Le texte ne doit pas être écrit en capitales (les noms de famille non plus), ni en gras, ni en italique, ni en « petit »…
- Le gras n'est utilisé que pour surligner le titre de l'article dans l'introduction, une seule fois.
- L'italique est rarement utilisé : mots en langue étrangère, titres d'œuvres, noms de bateaux, etc.
- Les citations ne sont pas en italique mais en corps de texte normal. Elles sont entourées par des guillemets français : « et ».
- Les listes à puces sont à éviter, des paragraphes rédigés étant largement préférés. Les tableaux sont à réserver à la présentation de données structurées (résultats, etc.).
- Les appels de note de bas de page (petits chiffres en exposant, introduits par l'outil «  Source ») sont à placer entre la fin de phrase et le point final[comme ça].
- Les liens internes (vers d'autres articles de Wikipédia) sont à choisir avec parcimonie. Créez des liens vers des articles approfondissant le sujet. Les termes génériques sans rapport avec le sujet sont à éviter, ainsi que les répétitions de liens vers un même terme.
- Les liens externes sont à placer uniquement dans une section « Liens externes », à la fin de l'article. Ces liens sont à choisir avec parcimonie suivant les règles définies. Si un lien sert de source à l'article, son insertion dans le texte est à faire par les notes de bas de page.
- La présentation des références doit suivre les conventions bibliographiques. Il est recommandé d'utiliser les modèles {{Ouvrage}}, {{Chapitre}}, {{Article}}, {{Lien web}} et/ou {{Bibliographie}}. Le mode d'édition visuel peut mettre en forme automatiquement les références.
- Insérer une infobox (cadre d'informations à droite) n'est pas obligatoire pour parachever la mise en page.

Pour une aide détaillée, merci de consulter Aide:Wikification.
Si vous pensez que ces points ont été résolus, vous pouvez retirer ce bandeau et améliorer la mise en forme d'un autre article.
L'Agence de Sécurité sociale durable et opérationnelle (ou DOST) est un organisme public de l'Azerbaïdjan. Il s'agit de la personne morale publique assurant la gestion des centres "DOST", le suivi et l'évaluation de leurs activités, l’organisation des services offerts dans les domaines de l'emploi, du travail, de la protection sociale et de la sécurité, y compris les services affichés dans la liste établie par le Président de la République d'Azerbaïdjan fournis dans d'autres domaines conformément aux activités du Ministère du travail et de la protection sociale de la population de la République d'Azerbaïdjan.

## Histoire
Selon le décret n°229 du 9 août 2018 du Président de la République d'Azerbaïdjan l’Agence DOST a été établie sous la tutelle du Ministère du travail et de la protection sociale de la population de la République d'Azerbaïdjan.
La Charte et la structure de l'Agence DOST, la liste et les règles de la prestation des services fournis dans les Centres "DOST" ont été approuvées conformément au décret n° 387 du 10 décembre 2018 sur la garantie des activités de l'Agence de Sécurité Sociale Durable et Opérationnelle (DOST) du Président de la République d'Azerbaïdjan 
Le 9 mai 2019, l'Agence DOST et le centre n° 1 DOST Bakou ont été inaugurés avec la participation du Président de la République d'Azerbaïdjan Ilham Aliyev et de la première vice-présidente Mehriban Aliyeva.
Le 24 décembre 2019, l’ouverture du centre n° 2 DOST Bakou a été effectuée avec la participation du Président de la République d'Azerbaïdjan Ilham Aliyev.
Le 19 mai 2020, l'inauguration du centre n° 3 DOST Bakou a été réalisée avec la participation du Président de la République d'Azerbaïdjan Ilham Aliyev et de la première vice-présidente Mehriban Aliyeva.
Le 30 mars 2021, le centre n° 4 DOST Bakou a été inauguré avec la participation du président de la République d'Azerbaïdjan Ilham Aliyev.
Le 14 juillet 2021 est le jour de l'inauguration  du centre n° 6 DOST Absheron avec la participation du président de la République d'Azerbaïdjan Ilham Aliyev.
Le 22 octobre 2022, le Centre DOST du développement inclusif et de la créativité a été inauguré à Bakou avec la participation du Président de la République d'Azerbaïdjan Ilham Aliyev, de la première vice-présidente Mehriban Aliyeva et de la vice-présidente de la Fondation Heydar Aliyev Leyla Aliyeva.

## Gestion et structure
L'agence applique les normes du management progressif corporatif dans ses activités.
Les organes directeurs de l'agence est composé d'un conseil de surveillance et d’un conseil administratif.
Le conseil de surveillance de l'agence assure la direction générale et le contrôle de l'agence. Le conseil fonctionnant sur les bases publiques a le droit de prendre des décisions indépendantes. 
La composition du Cconseil, composé de 7 membres, est la suivante :
- Ministre du travail et de la protection sociale de la population de la république d'Azerbaïdjan ;
- Assistant du premier vice-président de la république d’Azerbaïdjan ;
- Président de l'agence d'état pour les services aux citoyens et les innovations sociales auprès le président de la république d'Azerbaïdjan ;
- Président du conseil administratif de l'agence d'état pour le développement des petites et moyennes entreprises de la république d'Azerbaïdjan ;
- Président de la Confédération des syndicats d’Azerbaïdjan ;
- Président de la confédération nationale des entrepreneurs (employeurs) de la république d’Azerbaïdjan ;
- Un représentant du Ministère du travail et de la protection sociale de la république d'Azerbaïdjan.

Le Président du conseil de surveillance est le ministre du travail et de la protection sociale de la République d'Azerbaïdjan
La gestion actuelle des activités de l'agence est assurée par le conseil d'administration. Le conseil d'administration est composé de 3 membres (Président et deux suppléants) nommés et révoqués par le président du Conseil de Surveillance. 
Le centre d'appels 142 et 11 départements subordonnés au conseil d'administration opèrent en Agence.
Le centre d'appel 142 - permet aux citoyens d'obtenir les informations nécessaires sur tous les types de services, les documents requis, de faire des propositions sur les activités des Centres "DOST" et le ministère du travail et de la protection sociale via l’internet ou par téléphone sans se rendre au Centre et assure la réponse directe des demandes appartenant aux puissances de l'organisme étatique qu’il représente. Les plaintes (candidatures, propositions, informations) reçues sont enregistrées et transmises par le Centre à l'unité structurelle concernée afin de répondre en enquêtant.
Les jours ouvrables du centre d'appel 142 est du lundi au vendredi de 9h00 à 18h00 (hors jours fériés et jours de deuil national). 
Les samedis et dimanches sont des jours chômés. Pendant la pandémie de COVID-19, le centre d'appel 142 a fonctionné en deux équipes - 09h00-17h00 et 17h00-22h00 - et avec un personnel renforcé. 
Les sociétés économiques suivantes ont été créées par l'agence DOST pour coordonner les activités dans divers domaines :
- Centre d'affaires DOST- est une société à responsabilité limitée créée par décision du conseil de surveillance de l'agence DOST. Le Centre opère l’exécution de la politique et de la réglementation étatiques sur les services sociaux, comme le recrutement de chômeurs pour l'organisation de travaux publics rémunérés sous la forme prescrite par la loi de la République d'Azerbaïdjan, l’envoi aux travaux publics et le financement des salaires, la fourniture de services sociaux par l'organisation de travaux publics, la restauration écologique des territoires (aménagement paysager de l'espace public, pose de bandes forestières, entretien des parcs et de l'espace public), la réparation, la restauration, l’aménagement paysager, le logement et services communaux, etc.

- Le Centre DOST pour le développement inclusif et la créativité - est une société à Responsabilité Limitée créée par la décision n° 3 du 5 octobre 2021 du Conseil de Surveillance de l'Agence DOST. Le soutien à la révélation et au développement du potentiel créatif, des talents et d’autres capacités des personnes handicapées, des invalides de guerre, des membres des familles des martyrs, et des groupes socialement vulnérables sont les objectifs principaux du Centre.

- Centre d'innovation numérique DOST – Société à Responsabilité Limitée, créée par la décision n°4 du 17 décembre 2021 de Conseil de Surveillance de l'Agence DOST. La gestion unifiée des questions d'information et de communication des institutions incluses à la structure et des établissements subordonnés non inclus à la structure du Ministère du travail et de la protection sociale, la définition de la politique informatique du ministère, l'interaction des organisations gouvernementales et non gouvernementales avec les bases de données d'information, l'organisation et la pérennité des services électroniques, le soutien et le développement des systèmes d'information, l’assurance d’un fonctionnement efficace et sécurisé des systèmes d'information et l’amélioration du système de gestion dans ce domaine sont les objectifs d'actions du Centre.

## Services DOST
L'Agence DOST (via les centres DOST) agit comme un point de contact (front office) entre les citoyens et les agences gouvernementales concernées, remplissant la fonction de "plate-forme d'application unique". La plateforme permet d'accéder aux services dans 3 directions :
1.    Accès basé sur le principe du “guichet unique” aux services liés aux activités de 5 organismes subordonnés au ministère du travail et de la protection sociale (Fonds de protection sociale de l'État, Agence des services sociaux, Agence nationale d'expertise médico-sociale et de réadaptation, Agence d'État pour l'emploi, Service de l'inspection du travail de l'État);
2.    Le suivi de l'aide sociale publique ciblée et la fourniture de services mobiles sociaux ;
3.    L’accès de 6 agences gouvernementales (Ministère du travail et de la protection sociale de la République d'Azerbaïdjan, Ministère de la défense, Ministère de la santé, Service d'État pour la mobilisation et la conscription, autorités exécutives locales, Agence d'État pour l'assurance médicale obligatoire) par l'intermédiaire du Centre de coordination unifié (UCC) fonctionnant selon le principe "une porte" à 20 services dans le domaine du travail, de l'emploi, de la protection sociale, de l'expertise médico-sociale, de la réadaptation, du traitement, de l'examen, ainsi que dans d'autres domaines pour les membres de la famille des personnes tuées au cours des opérations militaires visant à restaurer l'intégrité territoriale de la République d'Azerbaïdjan et à libérer les territoires occupés, aux militaires blessés pendant la guerre et aux personnes handicapées identifiées.
Au total, 154 services sur 12 directions dans les domaines d’emploi, des relations de travail, de pension de travail, des prestations sociales, des pensions présidentielles de la République d'Azerbaïdjan, de handicap et des opportunités limitées de santé, des assurances sociales, des services sociaux, des services de support fonctionnels tels que les services bancaires et notariaux sont offerts à la population par l'intermédiaire des centres et des succursales du DOST, y compris au sein des Centres de Coordination Unifiés:
- Délivrance des attestations sur les activités du Ministère du travail et de la protection sociale

- Relations de travail - 6 services

- Domaine de handicap et des possibilités de santé limitées- 11 services

- Emploi -15 services

- Pensions de travail -16 service

- Prestations sociales, aides sociales publiques ciblées et pensions - 45 services

- Adoption -2 services

- Inscription individuelle des assurés - 3 services

- Assurance personnelle obligatoire de l'État

- Services sociaux -16 services

- Services auxiliaires fonctionnels - 18 services

- Centre de Coordination Unifié (6 institutions) - 20 services.